# Hôtel de Fontfroide
L'Hôtel de Fontfroide est un édifice civil de la ville de Nîmes, dans le département du Gard et la région Languedoc-Roussillon. Il est inscrit monument historique depuis 1949.

## Localisation
L'édifice est situé 14 rue de l'Aspic, dans l'ancien quartier commerçant des Garrigues.

## Historique
En 1670, l'hôtel est modifié pour Pierre de Fontfroide, contrôleur des finances. L'escalier est probablement dû à Jacques Cubizol, un des maîtres d’œuvre de l'hôtel de ville. En 1695, Jacques Mourier, marchand de soie, achète l'hôtel alors très abîmé. Pour des contraintes d'alignement, il doit reculer la façade et la refaire. 

## Architecture
La façade est ordinaire, mais un magnifique escalier sur quatre colonnes « à noyau éclaté » et balustres en pierre est ouvert sur la cour d'honneur. 

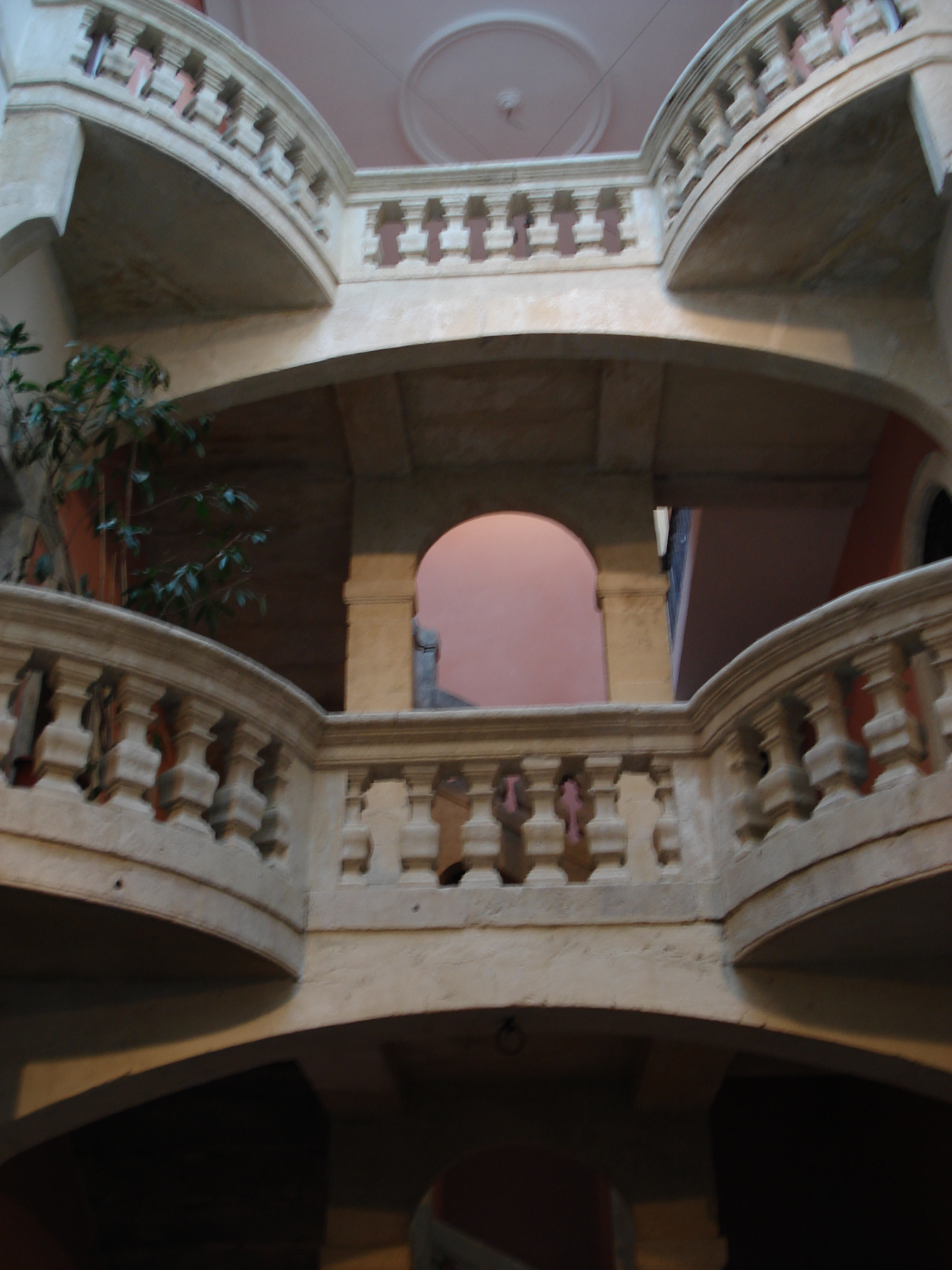
Hôtel de Fontfroide, escalier central